# Best Friends Whenever
Best Friends Whenever est une série télévisée américaine en 32 épisodes de 23 minutes créée par Jed Elinoff et Scott Thomas, produite par Julie Tsutsui et diffusée du 26 juin 2015 au 11 décembre 2016 sur Disney Channel.
En France, la série est diffusée depuis le 11 novembre 2015 sur Disney Channel France et au Québec, depuis le 28 juin 2016 sur La Chaîne Disney.

## Synopsis
À Portland (Oregon), deux jeunes adolescentes nommées Cyd et Shelby sont meilleures amies et vivent ensemble chez cette dernière pendant que les parents de Cyd, archéologues, sont sur une fouille au Pérou. Après un accident dans le laboratoire scientifique de leur ami et voisin Barry, elles acquièrent la possibilité de voyager dans le temps, à condition qu'elles pensent ensemble à une situation ou un évènement et qu’elles se touchent. En ce qui concerne leurs voyages dans le futur, elles se trouvent brièvement attachées sur une table dans un laboratoire futuriste, alors maintenant elles doivent comprendre ce que cela signifie, tout en ayant diverses mésaventures tout au long du chemin.

## Distribution
- Landry Bender (VF : Claire Tefnin) : Cyd Ripley
- Lauren Taylor (VF : Ludivine Deworst) : Shelby Marcus
- Gus Kamp (VF : Grégory Praet) : Barry Eisenberg
- Ricky Garcia (VF : Maxime Donnay) : Naldo Montoya
- Benjamin Cole Royer (VF : Arthur Dubois) : Bret Marcus
- Matthew Lewis Royer (VF : Arthur Dubois) : Chet Marcus

- Mary Passeri (VF : Carine Seront) : Astrid Marcus
- Kevin Symons (en) : Norm Marcus
- Madison Hu (VF : Laetitia Liénart) : Marci
- Jocelyn Ayanna : Mme Nesbit
- Larry Joe Campbell : M. Doyle
- Nora Dunn : Janet Smythe

## Épisodes
| Saison | Saison | Épisodes | États-Unis      | États-Unis       | France           | France           |
| Saison | Saison | Épisodes | Début           | Fin              | Début            | Fin              |
| ------ | ------ | -------- | --------------- | ---------------- | ---------------- | ---------------- |
|        | 1      | 19       | 26 juin 2015    | 22 mai 2016      | 11 novembre 2015 | 26 novembre 2016 |
|        | 2      | 13       | 25 juillet 2016 | 11 décembre 2016 | 8 octobre 2016   | 1er février 2017 |

### Première saison (2015-2016)
| №      | #      | Titre français                                                                        | Titre original                                                              | Diffusion française | Diffusion originale              | Code prod. |
| ------ | ------ | ------------------------------------------------------------------------------------- | --------------------------------------------------------------------------- | ------------------- | -------------------------------- | ---------- |
| 1      | 1      | Il est temps de voyager                                                               | A Time to Travel                                                            | 11 novembre 2015    | 26 juin 2015                     | 101        |
| 2      | 2      | Le pouvoir de tricher                                                                 | A Time to Cheat                                                             | 20 février 2016     | 12 juillet 2015                  | 102        |
| 3      | 3      | Un temps pour dire merci                                                              | A Time to Say Thank You                                                     | 27 février 2016     | 19 juillet 2015                  | 103        |
| 4      | 4      | La pizza burrito                                                                      | A Time to Jump and Jam                                                      | 5 mars 2016         | 26 juillet 2015                  | 104        |
| 5      | 5      | Il est temps de faire payer Rob                                                       | A Time to Rob and Slam                                                      | 12 mars 2016        | 9 août 2015                      | 105        |
| 6      | 6      | L'effet papillon                                                                      | The Butterscotch Effect                                                     | 19 mars 2016        | 16 août 2015                     | 106        |
| 7      | 7      | Dansons                                                                               | Shake Your Booty                                                            | 26 mars 2016        | 23 août 2015                     | 107        |
| 8      | 8      | Retour vers le labo du futur                                                          | Jump to the Future Lab                                                      | 2 avril 2016        | 20 septembre 2015                | 108        |
| 9      | 9      | La maison hantée                                                                      | Cyd and Shelby's Haunted Escape                                             | 1er octobre 2016    | 4 octobre 2015                   | 109        |
| 10     | 10     | Quand Shelby rencontre Cyd                                                            | When Shelby Met Cyd                                                         | 9 avril 2016        | 25 octobre 2015                  | 110        |
| 1112   | 1112   | Cyd Et Shelby contre-attaquent : 1re partieCyd Et Shelby contre-attaquent : 2e partie | Cyd and Shelby Strike Back: Part ICyd and Shelby Strike Back: Part II       | 16 avril 2016       | 27 novembre 2015                 | 111112     |
| 13     | 13     | Retour vers le Noël dernier                                                           | The Girls of Christmas Past                                                 | 26 novembre 2016    | 6 décembre 2015                  | 114        |
| 14     | 14     | Le double coup de foudre                                                              | A Time to Double Date                                                       | 30 avril 2016       | 21 février 2016                  | 113        |
| 15     | 15     | Retour dans les années 50                                                             | Jump to the '50s                                                            | 7 mai 2016          | 20 mars 2016                     | 115        |
| 16     | 16     | Diesel perdu dans l'espace temps                                                      | Diesel Gets Lost in Time                                                    | 14 mai 2016         | 17 avril 2016                    | 116        |
| 171819 | 171819 | Face au futur : 1re partieFace au futur : 2e partieFace au futur : 3e partie          | Fight the Future: Part IFight the Future: Part IIFight the Future: Part III | 4 juin 2016         | 8 mai 201615 mai 201622 mai 2016 | 117118119  |

### Deuxième saison (2016)
| №    | #    | Titre français                                                                | Titre original                                          | Diffusion française | Diffusion originale | Code prod. |
| ---- | ---- | ----------------------------------------------------------------------------- | ------------------------------------------------------- | ------------------- | ------------------- | ---------- |
| 20   | 1    | Une princesse en ville                                                        | Princess Problems                                       | 8 octobre 2016      | 25 juillet 2016     | 201        |
| 21   | 2    | La soirée des sixièmes                                                        | Worst Night Whenever                                    | 15 octobre 2016     | 26 juillet 2016     | 202        |
| 22   | 3    | La super journée entre filles                                                 | Epic Girls' Day                                         | 22 octobre 2016     | 27 juillet 2016     | 204        |
| 23   | 4    | Les codes féminins                                                            | Girl Code                                               | 29 octobre 2016     | 28 juillet 2016     | 203        |
| 24   | 5    | Roller Derby                                                                  | Derby Little Secret                                     | 5 novembre 2016     | 29 juillet 2016     | 205        |
| 25   | 6    | Un Halloween effrayant                                                        | Night of the Were-Diesel                                | 29 octobre 2016     | 2 octobre 2016      | 211        |
| 26   | 7    | Chacun sa passion                                                             | The Friendship Code                                     | 10 décembre 2016    | 3 octobre 2016      | 208        |
| 27   | 8    | Petit mensonge entre amies                                                    | The Lying Game                                          | 17 décembre 2016    | 4 octobre 2016      | 206        |
| 28   | 9    | Premier emploi                                                                | Working Nine to Fudge                                   | 1er février 2017    | 5 octobre 2016      | 210        |
| 29   | 10   | Retour au Moyen-Age                                                           | It's Not Ye, It's Me                                    | 1er février 2017    | 6 octobre 2016      | 207        |
| 30   | 11   | Un Noël maudit                                                                | The Christmas Curse                                     | 1er février 2017    | 4 décembre 2016     | 209        |
| 3132 | 1213 | Le passé prend sa revanche : 1re partieLe passé prend sa revanche : 2e partie | Revenge of the Past: Part IRevenge of the Past: Part II | 1er février 2017    | 11 décembre 2016    | 212213     |

## Audiences
| Saison | Épisodes | Lancement         | Lancement       | Fin de saison     | Fin de saison   | Moyenne des télespectateurs |
| Saison | Épisodes | Date de diffusion | Téléspectateurs | Date de diffusion | Téléspectateurs | Moyenne des télespectateurs |
| ------ | -------- | ----------------- | --------------- | ----------------- | --------------- | --------------------------- |
| 1      | 19       | 26 juin 2015      | 3 540 000       | 22 mai 2016       | 1 230 000       | 1 840 000                   |
| 2      | 13       | 25 juillet 2016   | 1 180 000       | 11 décembre 2016  | 940 000         | 1 170 000                   |